# Milly Slöör
Emilie (Milly) Ebba Maria Slöör, född 22 november 1879 i Össeby-Garn, Stockholms län, död under en målartur i Stockholms skärgård 1929, var en svensk målare.

## Biografi
Milly Slöör var dotter till kaptenen Carl Jacob Tjäder och Thecla Maria Slöör. Hon studerade vid Konstnärsförbundets skola 1905–1908 samt för Henri Matisse i Paris, Tyskland och Schweiz. Hon skilde sig från övriga elever i det att hon målade med ljusare färger och var inte lika expressionistisk i sitt konstnärliga uttryck. Hon debuterade i en utställning tillsammans med Einar Nerman, Anna Sahlström och Per Tellander i Stockholm 1909. Separat ställde hon ut på Konstnärshuset 1918 och på Nordiska bokhandelns konstavdelning 1924. Hon medverkade med ett 20-tal arbeten i Aprilutställningen med kvinnliga konstnärer på Liljevalchs konsthall 1921. Hon företog flera målarresor, bland annat till Amerika 1925 och den ödesdigra målarresan till Stockholms skärgård 1929 där hon försvann. Bland hennes offentliga arbeten märks ett dörröverstycke till ett av kanslirummen på Stockholms stadshus. Från 1922 och fram till sitt försvinnande led hon av en psykisk sjukdom. Hennes konst består av porträtt och landskapsmotiv i en fragmentarisk, skissliknande stil som enligt hennes egen terminologi benämns personskildringar´respektive koncentrationslandskap. Hon 
lämnande stora delar av duken fri från färg. Slöörs stil förändrades i och med hennes sjukdom, under den tiden använde hon sig av mer färger i sitt måleri. Bland hennes porträtt märks de av Maria Schildknecht för Thielska galleriet och skådespelaren Uno Henning samt intendent Gustaf Upmark. 
Milly Slöör utgav 1915 Bröllopsboken, En minneskrans.
2014 visades verk av Slöör på Waldemarsudde i utställningen Inspiration Matisse!.